# What Lovers Do
What Lovers Do è un singolo del gruppo musicale statunitense Maroon 5, pubblicato il 30 agosto 2017 come primo estratto dal sesto album in studio Red Pill Blues.
Il singolo ha visto la collaborazione della cantautrice contemporary R&B statunitense SZA.

## Video musicale
Il video è stato pubblicato il 4 settembre 2017 ed è stato girato nei mari tropicali. Esso mostra principalmente scene di ragazze intente a fare surf e nuotare.
Il 28 settembre è stato invece reso pubblico un secondo videoclip in cui prendono parte i soli Adam Levine e SZA.

## Tracce
Testi e musiche di Starrah, Adam Levine, Jason Evigan, Solana Rowe e Benjamin Diehl.
1. What Lovers Do (feat. SZA) – 3:19

## Formazione
Gruppo
- Adam Levine – voce
- James Valentine – chitarra
- Jesse Carmichael – chitarra
- Sam Farrar – basso; voce e percussioni aggiuntive
- Mickey Madden – basso
- PJ Morton – tastiera
- Matt Flynn – batteria, percussioni

Altri musicisti
- SZA – voce
- Jason Evigan – programmazione
- Gian Stone – programmazione
- Ben Billions – programmazione, tastiera, voce aggiuntiva
- Noah "Mailbox" Passovoy – tastiera; voce e percussioni aggiuntive
- Starrah – voce aggiuntiva

Produzione
- Jacob "J Kash" Hindlin – produzione esecutiva
- Adam Levine – produzione esecutiva
- Jason Evigan – produzione, produzione parti vocali
- Ben Billions – coproduzione
- Noah "Mailbox" Passovoy – produzione aggiuntiva, produzione parti vocali, ingegneria del suono, montaggio digitale
- Sam Farrar – produzione aggiuntiva, montaggio digitale
- Gian Stone – produzione parti vocali, ingegneria del suono
- John Armstrong – assistenza tecnica
- Eric Eylands – assistenza tecnica
- Serban Ghenea – missaggio
- John Hanes – assistenza al missaggio
- Randy Merrill – mastering

## Classifiche

### Classifiche settimanali
| Classifica (2017) | Posizione massima |
| ----------------- | ----------------- |
| Australia         | 7                 |
| Austria           | 11                |
| Belgio (Fiandre)  | 8                 |
| Belgio (Vallonia) | 3                 |
| Danimarca         | 12                |
| Filippine         | 10                |
| Francia           | 17                |
| Germania          | 17                |
| Irlanda           | 8                 |
| Italia            | 5                 |
| Lussemburgo       | 4                 |
| Norvegia          | 10                |
| Nuova Zelanda     | 6                 |
| Paesi Bassi       | 10                |
| Regno Unito       | 12                |
| Spagna            | 20                |
| Stati Uniti       | 9                 |
| Svezia            | 12                |
| Svizzera          | 9                 |

### Classifiche di fine anno
| Classifica (2017) | Posizione |
| ----------------- | --------- |
| Brasile           | 156       |
| Classifica (2018) | Posizione |
| Brasile           | 129       |
| Islanda           | 47        |